# Vezdemarbán
Vezdemarbán est une municipalité espagnole de la communauté autonome de Castille-et-León et de la province de Zamora. En 2015, elle compte 441 habitants et  444 habitants au 1er janvier 2022.

## Géographie
Vezdemarbán est situé à environ 40 km à l'est-nord-est de Zamora, sur le plateau castillan, à une altitude d'environ 775 m. Le climat est assez froid en hiver et va de chaud à très chaud en été ; Les rares précipitations (environ 493 mm/an) tombent tout au long de l'année.

## Démographie
| Année      | 1970 | 1981 | 1991 | 2001 | 2011 | 2021 | 2022 |
| Population | 1152 | 931  | 694  | 700  | 550  | 448  | 444  |

Le déclin  de la population dans la seconde moitié du XXe siècle est dû en grande partie à la mécanisation de l'agriculture et à la perte d'emplois qui en découle.

## Image

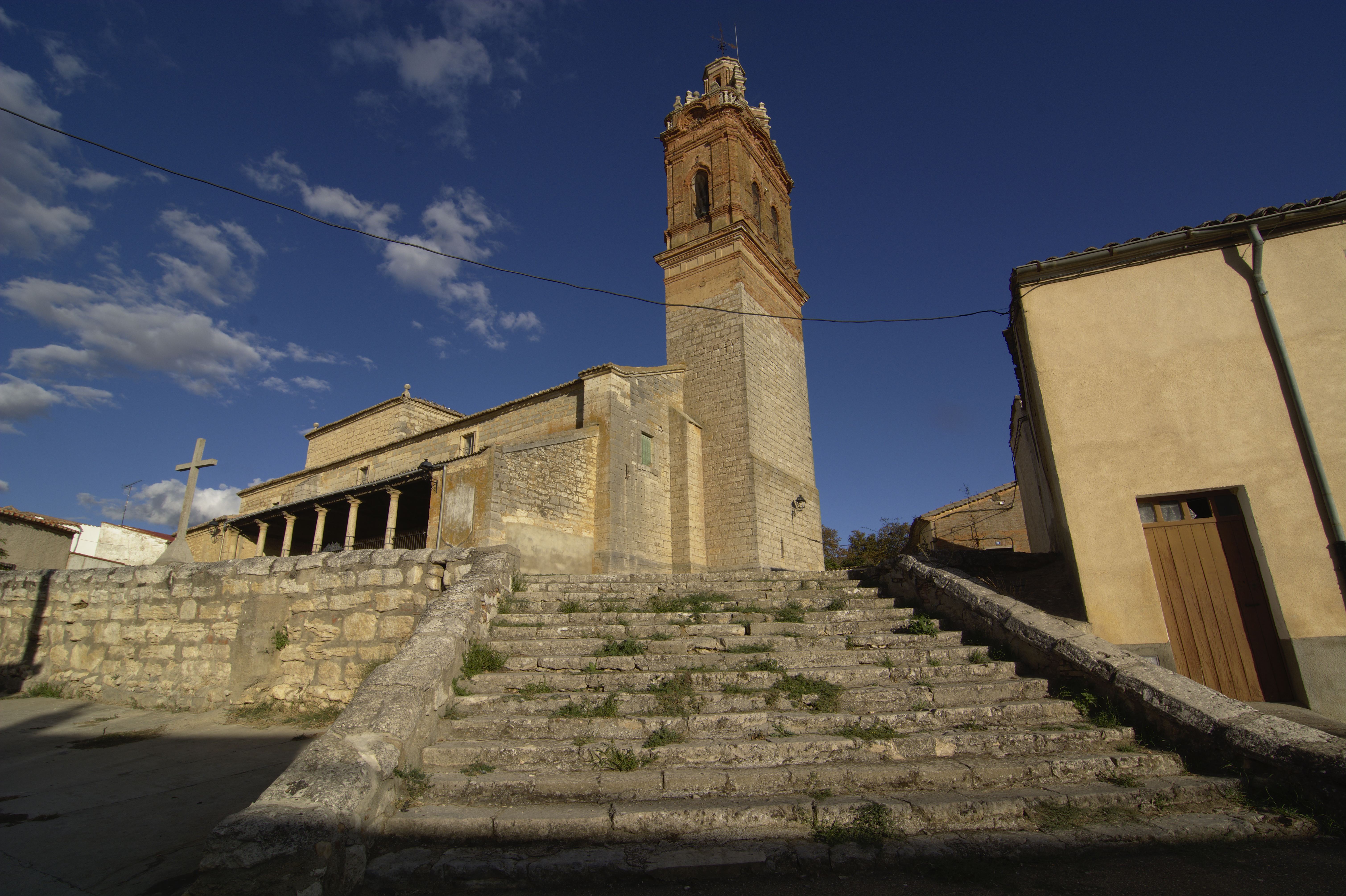
Église saint-Michel.